# 1858 en santé et médecine
| Années de la santé et de la médecine : 1855 - 1856 - 1857 - 1858 - 1859 - 1860 - 1861    |
| Décennies de la santé et de la médecine : 1820 - 1830 - 1840 - 1850 - 1860 - 1870 - 1880 |

Cet article présente les faits marquants de l'année 1858 en santé et médecine.

## Événements
Cette année-là

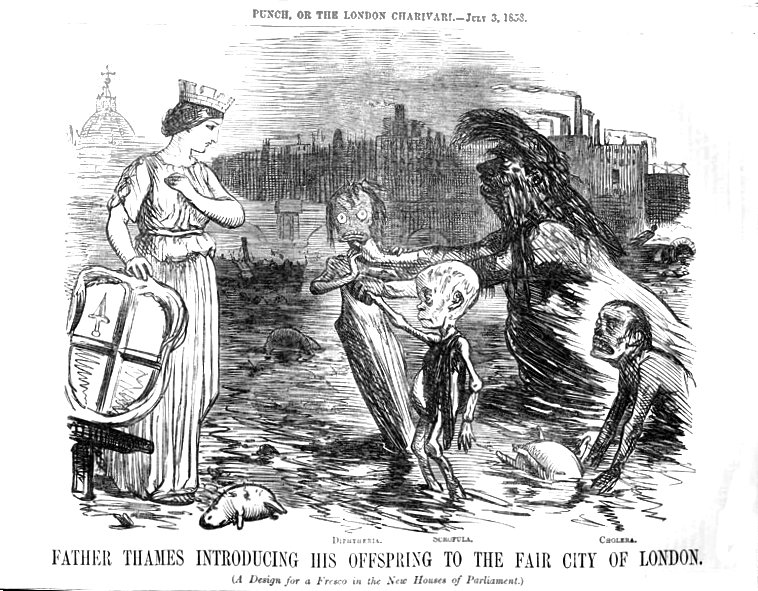
Le Père Tamise présente ses enfants à la ville de Londres : les « enfants » sont diphtérie, écrouelles et choléra. Caricature du 3 juillet 1858.

- L'été est particulièrement chaud, entraînant la Grande Puanteur à Londres[1].

- En Allemagne, Rudolf Virchow (1821-1902) émet la théorie que des cellules ne peuvent provenir que de cellules préexistantes : omnis cellula e cellula[2].
- Au Japon, fondation de l'université Keiō ou université Keiō Gijuku (慶應義塾大学, Keiō Gijuku daigaku?) par Yukichi Fukuzawa[3].
- Description de la myopathie de Duchenne par le neurologue français Guillaume Duchenne de Boulogne[4].

## Publications
- Pierre-Joseph Van Beneden (1809-1894) : Mémoire sur les vers intestinaux[5].
- Henry Gray (1825-1861) : Anatomy, Descriptive and Surgical plus connu sous le nom de Gray's Anatomy.
- Louis Victor Marcé (1828-1864) : Traité de la folie des femmes enceintes, des nouvelles accouchées et des nourrices[6].

- Alfred Velpeau (1795-1867) : 2e édition du Traité des maladies du sein et de la région mammaire[7].

## Naissances
- 2 janvier : Bernard Sachs (mort en 1944), neurologue américain.
- 28 février : Vladimir Serbsky (mort en 1917), psychiatre russe.
- 17 juillet : Victor Liotard (mort en 1916), pharmacien de la Marine et administrateur colonial français.
- 24 octobre : Eugène Devic (mort en 1930), médecin neurologue français qui a laissé son nom à la maladie éponyme ou neuromyélite optique[8].

## Décès
- 16 juin : John Snow (né en 1813), médecin britannique[9].
- 24 juin : Ludwig Thienemann (né en 1793), médecin et naturaliste allemand.
- 14 juillet : Johannes Peter Müller (né en 1801), médecin, physiologiste, ichtyologiste et professeur d'anatomie comparée allemand.